# Karl Weltzien
Karl Weltzien (São Petersburgo, 8 de fevereiro de 1813 — Karlsruhe, 14 de novembro de 1870) foi um químico alemão.
Foi professor de química da Universidade de Karlsruhe, de 1848 a 1869. Seu sucessor como professor de química em Karlsruhe foi Lothar Meyer.
Weltzien foi um dos três organizadores do Congresso de Karlsruhe de 1860, a primeira conferência internacional de química. Os outros organizadores foram Charles Adolphe Würtz e Friedrich August Kekulé von Stradonitz. Weltzien foi o organizador local, abrindo a conferência com um discurso de boas vindas, e presidiu a primeira sessão.